# Geoetiquetado

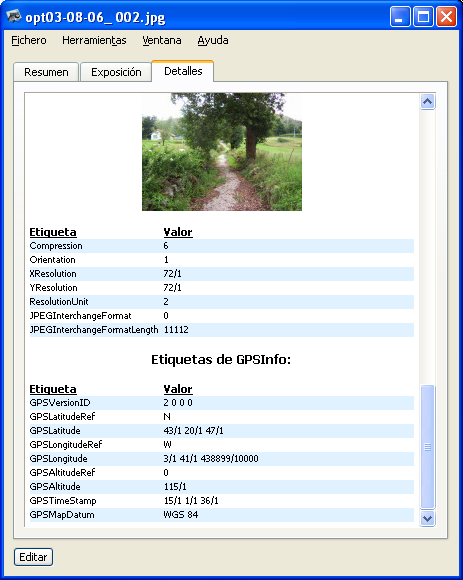
Cabecera Exif de una fotografía digital con información sobre las coordenadas geográficas y altitud donde fue tomada.

Geoetiquetado (del inglés: geotagging) es el proceso de agregar información geográfica en los metadatos de archivos de imágenes, vídeos, sonido, sitios web, etc. que sirva para su georreferenciación. Por lo general estos datos suelen ser coordenadas que definen la longitud y latitud donde el archivo multimedia ha sido creado, aunque también puede incluir la altitud, nombre del lugar, calle y número de policía, código postal, etc. para posteriormente hallar sus coordenadas geográficas (véase geocodificación).
Mediante el geoetiquetado los usuarios pueden encontrar una amplia variedad de información sobre un lugar específico. Así, por ejemplo, es posible hallar imágenes tomadas próximas a un sitio determinado mediante la introducción en un buscador de sus coordenadas geográficas.

## Técnicas de geoetiquetado

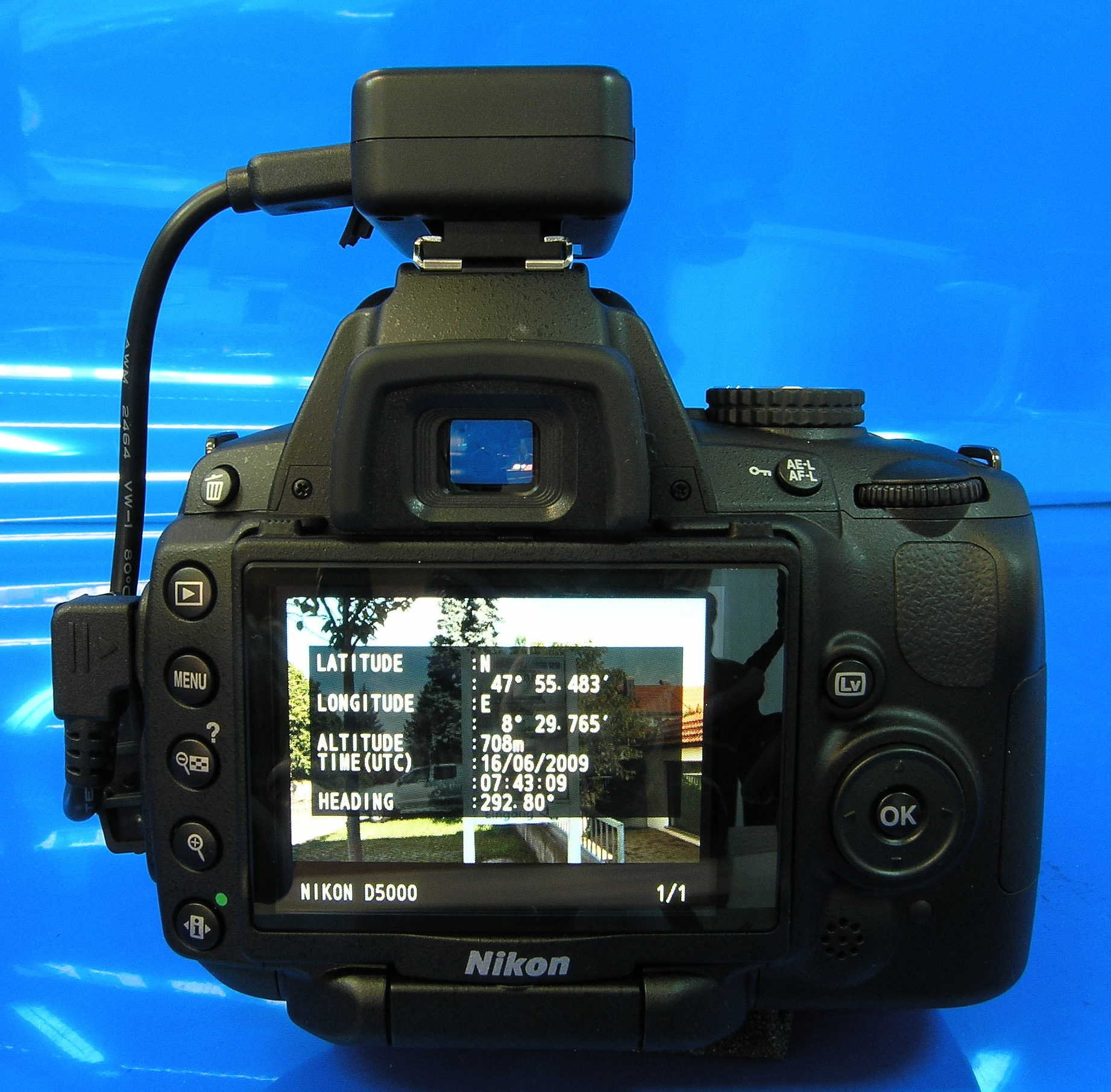
Geotagger "Solmeta N2 Kompass" para Nikon D5000.

Existen varios procedimientos para agregar palabras clave con la localización geográfica del dato, basándose la mayoría en la descripción con etiquetas o ubicación con coordenadas.
El método más rápido es mediante el uso de cámaras digitales con dispositivos GPS incorporado que permiten agregar automáticamente las coordenadas geográficas al estándar de metadatos Exif de las fotografías.
También es posible realizar este mismo proceso mediante una cámara y receptor GPS independientes sin conexión entre ellos a través de programas informáticos específicos. Estos comparan la hora y fecha almacenadas en la información de la cabecera Exif o IPTC de cada imagen por la cámara digital con el archivo de trazas o waypoints capturado por el GPS. 
Finalmente el procedimiento de geoetiquetado más laborioso consiste en posicionar a mano cada fotografía mediante aplicaciones de georreferenciación.